# Elisa Araya
Elisa Adriana Araya Cortez es una profesora de educación física, psicomotrista, doctora en educación y académica chilena. En 2021 fue electa rectora de su alma mater, la Universidad Metropolitana de Ciencias de la Educación (UMCE), convirtiéndose en la primera mujer en ocupar este puesto en los 132 años de la institución, y la tercera en una universidad estatal chilena.
Desde 2011 impartió las cátedras de «Fundamento Históricos y Filosóficos de la Motricidad» y «Fundamentos socioantropológicos de la Motricidad», y fue profesora guía para tesis para pregrado y posgrado.

## Biografía

### Estudios
Estudió profesorado en educación física, deportes y recreación en la Universidad Metropolitana de Ciencias de la Educación de 1980 a 1985. Posteriormente obtuvo una licenciatura complementaria en psicopedagogía y un doctorado en educación en la Universidad Católica de Lovaina.
Se formó en pedagogía Pikler en el Instituto Pikler Loczy de Budapest.

### Carrera académica
Ha sido asesora en materias de juego y corporeidad de organismos estatales de Chile, directora de Departamento de Educación Física de la UMCE y consultora asociada al Bureau d’Ingénerie en Education et Formation (BIEF-Bélgica).
Comenzó su carrera como docente universitaria en la Universidad Católica Silva Henríquez (ex-Universidad  Blas Cañas) siendo parte del programa de magíster en innovación educativa (2005-2012). Entre los años 2009 comenzó a impartir el magíster en Gestión Educativa de la Universidad Central hasta 2014. Desde ese año se integró al cuerpo académico de la Universidad del Desarrollo, siendo docente de posgrado en las sedes de Santiago y Concepción hasta el año 2018.
En el año 2011 comenzó a trabajar en la Universidad de Santiago de Chile (USACH) y la Universidad Metropolitana de Ciencias de la Educación (UMCE) como profesora de magister y pregrado respectivamente. En 2018 se convierte en profesora titular de la UMCE hasta que deja su cargo para asumir como rectora en 2021.

## Obra

### Libros en solitario
- Araya Cortez, Elisa (2016) Diseño y desarrollo de innovaciones en las escuelas. Referentes teóricos y herramientas prácticas para desarrollar innovación educativa. Santiago: Ediciones USACH.
- ________ (2015) Corporeidad y acción motriz. Santiago: Ediciones JUNJI.

### Libros en coautoria
- Araya Cortez, Elisa (2016) "Woman and sport in Chile" en Woman and sport in Latin America (Edited R. López de D’Amico; T. Benn and G. Pfister), pp. 79-92 (Routledge Research in Sport, Culture and Society).
- ________ (2016) "Acompañamiento a la implementación de un libreto didáctico en un proceso de formación entre pares" en Intervenir e investigar en el aula. Experiencias en la formación de profesores (Marín, R.; Guzmán, I; Inciarte, A.; Araya, E. coordinadores), pp. 69-92 (Alfagrama Ediciones).

## Elección rectoría UMCE 2021
Resultados entregados el 2 de junio de 2021.
| Nombre                 | Votos | %      | Resultado                         |
| ---------------------- | ----- | ------ | --------------------------------- |
| Elisa Araya Cortez     | 152   | 62.81% | Rectora para el periodo 2021-2025 |
| Ximena Acuña Robertson | 83    | 34.30% | No electa                         |